# 高彦休
高彥休（?—?），號參寥子。唐代乾符年間人。
生平、籍貫均不詳。僅知曾任淮南節度使高駢從事，官至攝鹽鐵巡官、朝議郎。有人據此而認為因此他應該是高鍇之從孫。著有《唐闕史》三卷。